# André Indiana
André de Sá Cunha Pereira, mais conhecido por André Indiana, é um guitarrista, multi-instrumentista, cantor, produtor e compositor português, nascido no Porto. O seu estilo é caracterizado pela guitarra eléctrica e o som rock ao estilo americano dos anos 70. Usa nas suas músicas a sua mestria com a guitarra e é influenciado por nomes como Stevie Wonder, Jimi Hendrix, Zakk Wylde, Paul McCartney, entre outros. Em 2008, Indiana obteve êxito considerável com o single do seu segundo álbum, "Alone with you", um dos temas que mais passou nas rádios portuguesas nesse ano.

## Discografia
- 2003- Music for Nations
- 2006- Destilled and Bottled
- 2010- X-Glamour
- 2013- André Indiana

## Prémios
- Em 2006, recebe o prémio de “Melhor Intérprete Individual”, na categoria de Música, atribuído na Gala The Best of Porto.